# Бомбардування Дрездена

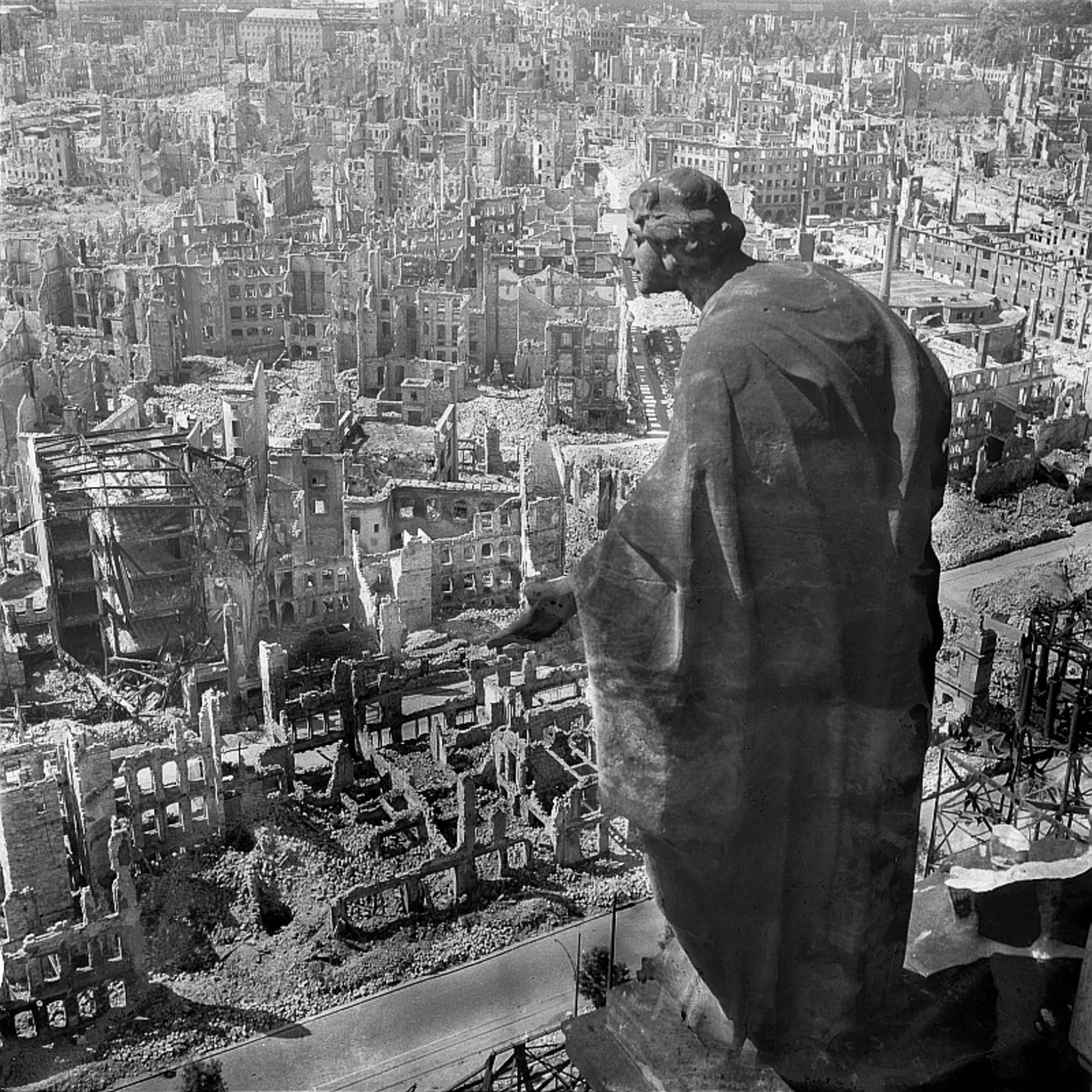
Дрезден 1945, вид з ратуші (Rathaus) на зруйноване місто

Бомбардування Дрездена — наліт бомбардувальної авіації Великої Британії та США на столицю німецької землі Саксонія місто Дрезден, який відбувся під час Другої світової війни на Східноєвропейському театрі воєнних дій за три місяці до капітуляції Німеччини.

## Передісторія
У роки Другої світової війни Дрезден вважався одним із найспокійніших міст Третього Рейху тоді, як інші міста з весни 1942 р. зазнавали потужних бомбових ударів британської та американської авіації. 
Упродовж більш ніж п'яти років війни місто пережило лише два авіанальоти: 7 жовтня 1944 р. та 16 січня 1945 р. Обидва рази Дрезден бомбила порівняно незначна кількість американських літаків, а спричинені авіаударами руйнування були несуттєвими. Серед жителів міста навіть поширювалися чутки, що союзники навмисно не бомблять місто, бо з британцями укладена таємна домовленість про те, що у відповідь Люфтваффе оминатиме англійський Оксфорд. У місті, населення якого становило понад 630 тисяч мешканців, на початку лютого 1945 р. опинилося ще принаймні півмільйона біженців та евакуйованих.

## Хід бомбардування
13 лютого 1945 року о 22:14 за місцевим часом першого удару по Дрездену завдали 244 важкі бомбардувальники 5-ї групи Королівських ВПС, які скинули на центр міста 1800 фугасних і запалювальних бомб загальною масою 900 тонн. 15-хвилинна атака зруйнувала три чверті старої забудови. Ні головний вокзал, ні промислове передмістя не постраждало. Пожежа стала орієнтиром для 529 британських і канадських літаків, які о 1:23 ночі проти 14 лютого скинули ще 1,5 тисячі тонн запалювальних бомб на історичне передмістя загальною площею 15 квадратних кілометрів. Серед іншого було знищено міську пожежну частину, що завадило вчасно загасити локальні загоряння, які, швидко поєднавшись, вогневим ураганом випалили цілі вулиці і квартали.
Близько полудня того ж дня 311 американських літаків 8-ї повітряної армії США скинули під 800 тонн бомб на залізничні об'єкти, а в ніч проти 15 лютого — ще 466 тонн, в основному на мости через Ельбу і станцію Фрідріхштадте, де у ремонтних майстернях працювало з півтисячі в'язнів концтабору Флоссенбюрг. Принаймні 79 із них загинуло. Через негоду частина літаків збилася з курсу і завдала удару по Празі за сотню кілометрів на південь.
Британці прозвітували про серйозні ушкодження, завдані чверті промислових об'єктів Дрездена, половині — непромислових і 80% житлових будівель.  Протиповітряні сили Дрездена до авіаційних атак виявились не готовими і за три дні збили лише 3 британські літаки; ще 4 літаки Королівських ВПС розбилися під час випадкових зіткнень між собою у небі над містом і один — під час аварії на зльоті. Американська авіація безповоротно втратила 9 літаків. Загальні людські втрати союзників склали 104 людини, ще двоє потрапило у полон.
За чотири рейди у проміжку з 13 по 15 лютого 1945 року 722 важких бомбардувальників британських Королівських повітряних сил і 527 з ВПС США скинули на місто більш ніж 3 900 тонн високовибухових бомб і запалювальних пристроїв. Бомбардування та вогняний смерч, у який воно переросло, знищили понад 6,5 км² центру міста. За оцінками, загинуло від 22 700 до 25 000 людей. Слідом за цим сталися ще три повітряні нальоти ВПС США: два націлені на залізничну сортувальну станцію міста і один маленький наліт 17 квітня, цілями якого були промислові зони.

## Наслідки
Німецькі пропагандистські заяви безпосередньо після повітряних ударів та повоєнні обговорення про те, чи були виправдані ці атаки, привели до того, що бомбардування стало одним із найбільш полемічних і суперечливих питань війни під кутом зору моралі. Доповідь ВПС США 1953 захищала операцію як виправдане бомбардування військових і промислових цілей, якими, як вони стверджують, був великий залізничний транспортний та комунікаційний вузол, де містилося 110 заводів і 50 000 робітників, що давали підтримку німецьким воєнним діям. Деякі дослідники твердять, що не вся комунікаційна інфраструктура була ціллю нальоту, як-от, приміром, мости або протяжні промислові райони за межами центру міста. Критики бомбардування наполягають, що Дрезден був культурною пам'яткою, важливість якого у військовому значенні була невеликою, якщо була взагалі, і що нальоти відзначалися невибірковим килимовим бомбардуванням, не викликаним військовою необхідністю і не сумірним з військовими успіхами.
Підігрівали суперечки різкі зміни в заявленій кількості загиблих. У березні 1945 року уряд Німеччини наказав своїй пресі опублікувати фальсифіковані цифри жертв нальотів на Дрезден 200 000, а загальну кількість загиблих було оцінено аж у 500 000. Міська влада в той час оцінювала жертви не більше, ніж у 25 000, і це число узгоджується з подальшими дослідженнями, у тому числі дослідженням 2010 року на замовлення міської ради.
У 1993 році архівіст міста Фрідріх Райхерт опрацював матеріали похоронної канцелярії в міському архіві Дрездена. У ньому перелічено приблизно 22 000 загиблих, похованих до 17 квітня 1945 року, а також багато жертв денних атак 14 і 15 лютого 1945 року. Тому ще в 1994 році він заперечив поширене припущення, що більшість загиблих більше не можна ідентифікувати, і оцінив, що «міські архівні файли кілька разів переконливо доводять, що повітряні нальоти на Дрезден 13-15-го лютого 1945 року явно забрали близько 25 000 життів».
У листопаді 2004 року, дізнавшись про це дослідження, мер Інгольф Росберг за власною ініціативою призначив комісію істориків під керівництвом Рольфа-Дітера Мюллера.
Ця комісія працювала як незалежно, так і відкрито, і, окрім відомих документів, також використовувала раніше нерозглянуті матеріали міської влади, нові археологічні знахідки та свідчення тогочасних свідків. Після тимчасового призупинення роботи через скорочення фінансування Комісія 17 березня 2010 року опублікувала свій остаточний звіт.
Було виявлено документи, які підтвердили 20 100 поіменно загиблих і 2 600 невідомих поховань. За висновком комісії, під час повітряних нальотів на Дрезден у 1945 році загинуло щонайменше 22 700 і щонайбільше 25 000 людей. Місто Дрезден офіційно затвердило згадані цифри.